# Frederik Kolet
Frederik Kolet (25. mart 1839 – 19. april 1914) je bio norveški slikar poznat po svojim snežnim pejzažima iz oblasti oko Lilehamera.

## Obrazovanje
Kolet je odrastao u uglednoj porodici političara i funkcionera. Njegov deda je bio norveški državnik Jonas Kolet. Frederik je bio jedino dete Johan Koleta i Mari Frederik koja je umrla samo tri dana nakon njegovog rođenja. Frederik se zanimao za slikarstvo te je sa ocem posetio Hansa Guda u Dizeldorfu. To je bio početak njegovog osmogodišnjeg obrazovanja u polju umetnosti.

## Karijera
Dobijao je malu rentu koja mu je obezbeđivala finansijsku nezavisnost. Frederik Kolet se preselio u Lilehamer gde je radio kao slikar. Celog života je putovao. Zimi bi bio u unutrašnjosti, a leti negde na moru. Kolet je 14 puta bio na godišnjoj Jesenjoj izložbi u Oslu (Høstutstillingen), od 1885. do 1912. godine. Predstavljao je Norvešku na velikim izložbama u inostranstvu, uključujući i svetske izložbe u Parizu (1889. i 1900. godine), Čikagu (1893. godine), Stokholmu i Sankt-Peterburgu (1897. godine).
Od 1860-ih do sredine 1870-ih godina Koletov rad je bio pod jakim uticajem Guda i nemačkog romantizma. S njim je dosta i putovao tih godina i tamo radio pejsaže.
Frederik Kolet se nikad nije oženio. Družio se i okupljao slikare oko sebe kao što su Lars Jorde, Erik Verenskiold, Gerhard Munt i drugi. Sačuvano je oko 230 njegovih radova.

## Odabrana dela
- Fra Wales, 1863
- Måneskinn ved Kuxhavn, 1866
- Kanalbilde, 1872
- Gran med sne, 1875
- Det gamle rikshospital, 1877
- Sommerlandskap med høns, 1879
- Fra Grez, 1879
- Ved Mesnas utløp, 1881